# لاک‌پشت سبز دریایی

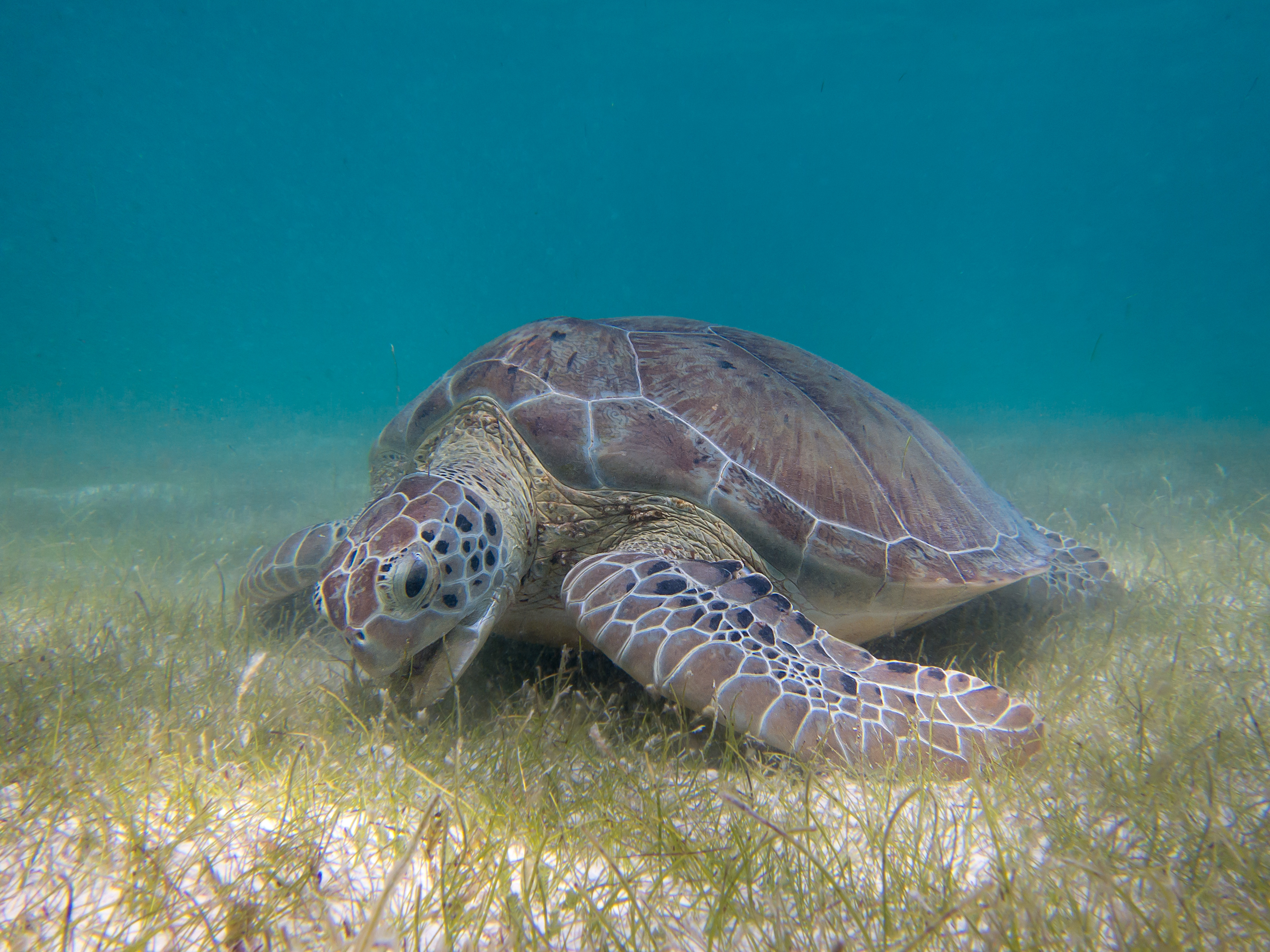
نگاره‌ای از یک لاک‌پشت سبز دریایی حین تغذیه از علف‌های دریایی کف دریا. زباله‌های پلاستیکی در صورت ورود به دریا، وارد زنجیره غذایی جانوران دریایی شده و سالیانه هزاران گونه از جانوران آبزی از قبیل لاک‌پشت، وال، دلفین، فُک و پرندگان دریایی اشتباهاً بر اثر خوردن کیسه و نی‌های پلاستیکی، می‌میرند.

لاک‌پشت سبز دریایی (نام علمی: Chelonia mydas) که به نام‌های لاکپشت سبز، لاکپشت سیاه و لاکشپت سبز اقیانوس آرام نیز شناخته می‌شود، نوعی لاک‌پشت از خانواده Chelonidae است. دلیل نام‌گذاری این گونه وجود لایه‌ای از چربی سبز رنگ در زیر لاک این حیوان است. این گونه از لاکپشت‌ها در آبهای گرمسیری سراسر جهان زندگی می‌کنند؛ دو جمعیت مجزا در آبهای اقیانوس آرام و اطلس شناسایی شده‌اند. لاکپشت‌های سبز در خلیج فارس و دریای عمان نیز زندگی می‌کنند. در سواحل جنوبی ایران بیش از ۵۰ زیستگاه اصلی برای لاک‌پشت‌های دریایی وجود دارد که محل چرا، جفت‌گیری و تخم ریزی آن‌ها می‌باشد بر اساس نتایج به دست آمده لاک‌پشت سبز و لاک‌پشت پوزه عقابی بیشترین تعداد لانه‌سازی یا به بیان دیگر بیشترین مناطق لانه‌سازی و تخم‌گذاری در ایران را به خود اختصاص داده‌اند. لاکپشت سبز دریایی بالغ عموماً از علف دریایی تغذیه می‌کند و به گونه‌ای با هرس کردن کف دریا از رشد بی‌رویه جلبک‌ها جلوگیری می‌کند. این گونه از لاکپشت‌ها برای زیست‌بوم مفید هستند و به عنوان موجودات پاک‌کننده زیست‌بوم دریا به‌شمار می‌روند و آلودگی‌های سواحل را از بین می‌برند. لاک‌پشت سبز با خوردن گونه‌های دریایی از جمله عروس دریایی جمعیت رو به افزایش آن‌ها را کنترل می‌کند.
از نظر طبقه‌بندی «آی‌یوسی‌اِن» این گونه از لاکپشت در لیست قرمز گونه‌های در حال انقراض قرار دارد. در بسیاری از کشورها شکار این لاکپشت و استفاده از تخم‌های آن ممنوع شده یا محدود شده‌است. با اینحال این گونه از لاکپشتها به دلایل مختلف از قبیل آلودگیهای محیط زیست، پیشرفت ساخت و ساز در مناطق ساحلی، صید در تورهای ماهی و میگو و بیماری‌های مختلف در خطر انقراض هستند.

## زاد و ولد
لاک‌پشت‌ها همواره بر اساس غریزه و عادت برای تخمگذاری به همان نقطه‌ای که از تخم خارج شده‌اند بازمی‌گردند. هر لاک‌پشت سبز حداکثر ۱۲۰ تخم می‌گذارد اما تنها دو درصد از تخم‌ها به بلوغ رسیده و شانس زندگی پیدا می‌کنند. بیشترین حضور لاک‌پشت سبز برای تغذیه یا تخمگذاری در سواحل شنی و ماسه‌ای شرق چابهار از جمله مناطق کچو، لیپار، بریس، گواتر و سواحل غربی بندر کنارک شامل تُنگ و پُزم در ماه‌های فروردین، اردیبهشت، خرداد، تیر، مهر، آبان و اسفند است.